# Günter Zapf
Günter Zapf (Múnich, 6 de octubre de 1957-24 de junio de 2024) fue un presentador de televisión y jugador de fútbol americano alemán.

## Carrera
Zapf quería ser un futbolista profesional de niño. Con el paso del tiempo, abandonó este deseo, en parte porque su interés por el fútbol americano se intensificó desde su juventud. Jugó como cornerback en los Munich Cowboys durante diez años en la German Football League. Más tarde, fue presidente de su antiguo club. Desde mayo hasta septiembre de 2002, Zapf fue vicepresidente del consejo de supervisión de la German Football Fernsehen.
De 1993 a 2013, con una breve interrupción, comentó combates de lucha libre de WWE y formó un dúo de presentadores con Carsten Schaefer durante años en los canales RTL II, tm3, Sky, Tele 5 y Sport1, anteriormente conocido como Deutsches Sportfernsehen (DSF). En 2008, ambos hicieron un cameo como comentaristas de un torneo en 1 1/2 Ritter – Auf der Suche nach der hinreißenden Herzelinde. En marzo de 2013, Zapf dejó de ser comentarista para WWE para dedicarse a nuevos proyectos. Esto incluyó, entre otras cosas, el lanzamiento de su propio blog en internet, donde, por ejemplo, informaba sobre WrestleMania y publicaba entrevistas con luchadores como Murat Bosporus.
En 2014, Zapf fue narrador invitado en el audiolibro MIG2 – Men in Red.
Antes de 2016, Zapf comentó juegos de la National Football League (NFL) y de la Major League Baseball (MLB) para Premiere y DAZN. Para Sport1 US informó sobre la NFL hasta la temporada 2015 y ocasionalmente sobre torneos de golf en Sky. Además, comentó Lucha Underground, AEW Dynamite en DMAX, fútbol americano de la NCAA y la XFL en Sport1.
Günter Zapf falleció el 24 de junio de 2024 a la edad de 66 años.